# 1602 Indiana
1602 Indiana је астероид главног астероидног појаса са средњом удаљеношћу од Сунца која износи 2,244 астрономских јединица (АЈ).
Апсолутна магнитуда астероида је 12,49.